# Sabine Köhne
Sabine Köhne bzw. Sabine Köhne-Kayser (* 26. November 1959 in Lübeck) ist eine deutsche Sportmoderatorin und ehemalige Schwimmerin.
Als eine der besten deutschen Rückenschwimmerinnen im Jahr 1976 beinahe ins deutsche Aufgebot für die Olympischen Sommerspiele in Montreal berufen, schlug Köhne, die ein Lehramtsstudium absolvierte, später eine Laufbahn als Sportjournalistin ein. Zunächst zwischen 1981 und 1985 für diverse TV-Produktionsfirmen als freie Mitarbeiterin tätig, war sie von 1985 bis 1991 beim WDR erst in Dortmund, dann in Köln als Sportredakteurin beschäftigt. Sie wechselte anschließend zum ZDF. Dort moderierte sie die heute-Sportnachrichten und die Sportnachrichten im Mittagsmagazin. Auch präsentierte sie die ZDF-Sportreportage, Sport am Sonntag und Sport Extra. Sie berichtete von den Olympischen Sommerspielen in Barcelona und weiteren Großereignissen und wechselte schließlich 1996 zum DSF, wo sie bis 2001 vor allem im Motorsport eingesetzt war. Insgesamt moderierte sie in ihrer Zeit als Sportmoderatorin mehr als 4000 Sendungen. 2001 gründete sie mit der MEDIAengineers GmbH ihre eigene Film- und Fernsehproduktions- sowie Medienberatungsfirma.